# Vincent Keter
Vincent Keter (11 de marzo de 2002) es un deportista de Kenia que compite en atletismo. Ganó una medalla de oro en el Campeonato Mundial de Atletismo Sub-20 de 2021, en la prueba de 1500 m.